# Сопракрода (Белуно)
Сопракрода (итал. Sopracroda) је насеље у Италији у округу Белуно, региону Венето.
Према процени из 2011. у насељу је живело 221 становника. Насеље се налази на надморској висини од 530 м.